# ناحیه براش (شهرستان واشینگتن، آرکانزاس)
ناحیه براش، شهرستان واشینگتن، آرکانزاس (به انگلیسی: Brush Creek Township) یک منطقهٔ مسکونی در ایالات متحده آمریکا است که در شهرستان واشینگتن، آرکانزاس واقع شده‌است. ناحیه براش ۲٬۲۱۶ نفر جمعیت دارد و ۳۹۸ متر بالاتر از سطح دریا واقع شده‌است.